# Trichomalus annulatus
Trichomalus annulatus är en stekelart som först beskrevs av Förster 1841.  Trichomalus annulatus ingår i släktet Trichomalus, och familjen puppglanssteklar. Arten är reproducerande i Sverige.